# IJsseltoren
De IJsseltoren is een kantoorcomplex in Zwolle, gebouwd in opdracht van ABN AMRO. Hij wordt gebruikt door verschillende huurders. De toren staat op kantorenpark Voorsterpoort aan de westzijde van Zwolle bij snelweg A28.

## Bouw
De IJsseltoren is in juni 2006 opgeleverd. Hij is ongeveer 96 meter hoog en bestaat uit 23 bouwlagen. Het complex omvat een zogenaamde plint van drie lagen met daarop een toren van 19 bouwlagen en twee bijgebouwen van zes en vier bouwlagen. De IJsseltoren is ingericht als een gebouw waarin verschillende huurders faciliteiten zoals catering en beveiliging delen. Het bouwwerk is een ontwerp van architect René Steevensz van PPKS Architects uit Chicago.
De toren is het hoogste gebouw van Zwolle en verre omgeving en een van de hoogste gebouwen in Noord- en Oost-Nederland. Alleen de Achmeatoren in Leeuwarden en de Alphatoren in Enschede zijn hoger. In het stedelijk silhouet is de toren vooral vanaf het zuiden beeldbepalend, maar ook vanuit het noorden valt het hoge en volumineuze gebouw op.

## Rechtszaken
Voordat er gebouwd kon worden, moest er eerst nog een aantal rechtszaken gewonnen worden die waren aangespannen door de Vrienden van de Stadskern. Zij vonden dat het beschermde stadsgezicht aangetast zou worden doordat de toren veel hoger zou worden dan de 75 meter hoge Peperbus. De rechter oordeelde echter dat de belangengroep geen belanghebbende is omdat de toren te ver van de binnenstad staat.
Cooltoren (Rotterdam) · Delftse Poort (Rotterdam) · FIRST (Rotterdam) · Hoftoren (Den Haag) · JuBi-gebouw (Den Haag) · De Kroon (Den Haag) · Maastoren (Rotterdam) · Millenniumtoren (Rotterdam) · Mondriaantoren (Amsterdam) · Montevideo (Rotterdam) · New Babylon (Den Haag)  · New Orleans (Rotterdam) · The Red Apple (Rotterdam) · Rembrandttoren (Amsterdam) · De Rotterdam (Rotterdam) · Het Strijkijzer (Den Haag) · Westpoint (Tilburg) · World Port Center (Rotterdam) · De Zalmhaven (Rotterdam)
Achmeatoren (Leeuwarden) · Alphatoren (Enschede) · Carlton (Almere) · Erasmusgebouw (Nijmegen) · Europees Octrooibureau (Rijswijk) · EWI-gebouw (Delft) · Hondsrugtoren (Emmen) · Innovatoren (Venlo) · Kempkensberg (Groningen) · Lighthouse (Eindhoven) · Provinciehuis ('s-Hertogenbosch) · Rabobank (Utrecht) · Sardijntoren (Vlissingen) · IJsseltoren (Zwolle)